# الکساندر تاراسنکو (بازیکن بسکتبال)
الکساندر تاراسنکو (اوکراینی: Олександр Тарасенко؛ زادهٔ ۸ آوریل ۱۹۹۶) بازیکن بسکتبال اهل اوکراین است.